# Mika Špiljak

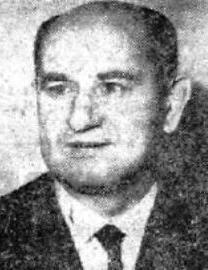
Mika Špiljak

Mika Špiljak (* 28. November 1916 in Odra, Sisak, Kroatien; † 18. Mai 2007 in Zagreb) war ein jugoslawischer Politiker  des Bundes der Kommunisten Jugoslawiens (BdKJ).

## Biografie
Špiljak war zunächst 1949 bis 1950 Bürgermeister von Zagreb. Nachdem er zwischen 1963 und 1967 Vorsitzender des Exekutivrates (Ministerpräsident) der Sozialistischen Republik Kroatien war, erfolgte am 16. Mai 1967 seine Berufung zum Vorsitzenden des Bundesexekutivrates (Ministerpräsident) der Sozialistischen Föderativen Republik Jugoslawien (SFRJ) als Nachfolger von Petar Stambolić. Am 18. Mai 1969 folgte ihm Mitja Ribičić in diesem Amt.
Darüber hinaus war er von 1983 bis 1984 als Nachfolger von Stambolić Vorsitzender des Präsidiums (Staatspräsident) der SFRJ. Nach seiner turnusmäßigen Ablösung nach einem Jahr durch Veselin Đuranović wurde er Sekretär des Zentralkomitees des BdKJ von Kroatien und damit Parteichef der Teilrepublik. Dieses Amt übte er bis 1986 aus.
1984 war er Schirmherr der Olympischen Winterspiele von Sarajevo.